# Крановый затвор

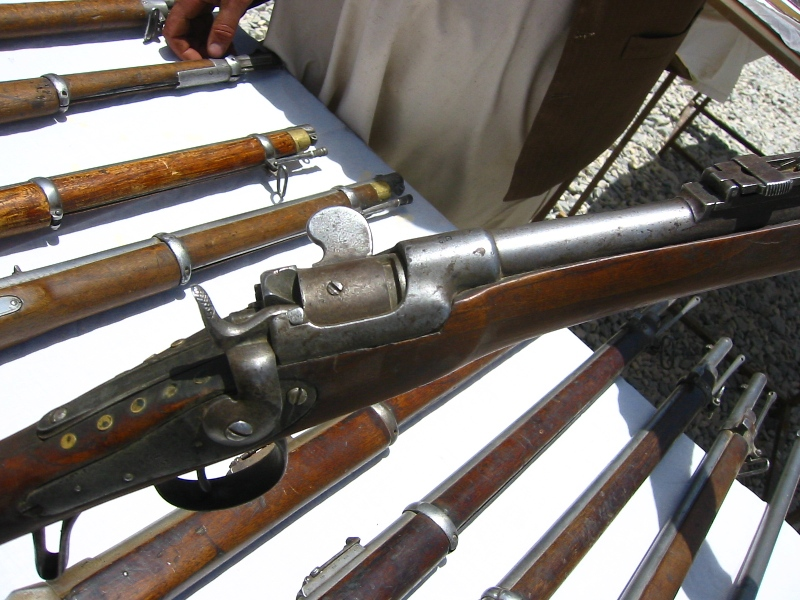
Затвор винтовки Верндля.

Схема работы затвора (анимация).

Крановый затвор, вращающийся затвор — механизм огнестрельного стрелкового оружия, обеспечивающий открывание и закрывание канала ствола путём вращения затвора вокруг своей оси. Не следует путать его с продольно-скользящим затвором, использующим поворот для запирания и отпирания.
Как правило, затвор в таких системах представляет собой цилиндр с продольным вырезом, который вращается вокруг оси, параллельной оси ствола. В этом случае крановый затвор осуществляет операции отпирания и запирания канала ствола одновременно с его, соответственно, открыванием и закрыванием, не требуя отдельного запирающего механизма. Кроме того, такой затвор не имеет линейного перемещения, действуя исключительно за счёт вращения вокруг своей оси, что уменьшает габариты затворной коробки. Однако операции по подаче патрона в патронник и удалению стреляных гильз он не выполняет, что вынуждает использовать для них посторонние механизмы, приводимые в движение затвором или иным подвижным звеном оружия, что существенно усложняет его конструкцию.
Такие затворы использовались в раннем казнозарядном оружии. Пример — винтовка Верндля 1867 года. В магазинном и автоматическом оружии крановые затворы распространения не получили. Иногда используются в пневматических винтовках для развлекательной стрельбы, пример — испанская Gamo CFX.
Ещё один вариант вращающегося затвора, который в литературе также могут называть крановым, имеет ось, перпендикулярную продольной оси оружия, то есть, вращается в его продольной плоскости. Примером такого затвора является американская многозарядная винтовка Спенсера периода Гражданской войны, имевшая прикладный магазин и массивный затвор в виде сектора, управляемый рычагом, совмещённым со спусковой скобой. Запирание осуществлялось за счёт подъёмной боевой личинки, которая при полностью прижатом к шейке ложи рычаге поднималась вверх и входила в вертикальный вырез в ствольной коробке, прочно и надёжно запирая затвор. Более простой вариант использовался в однозарядной винтовке Ремингтона (rolling block), в которой запирание достигалось тем, что массивный спущенный курок подпирал выступ затвора, на давая ему открыться, вращаясь вокруг своей оси. Такой затвор также применяется в современном пневматическом оружии.
Единственный случай применения кранового затвора в автоматическом оружии — опытный автоматический пистолет Ознобищева 1925 года (см. статью).